# Other World Kingdom
Other World Kingdom (comumente abreviada como OWK) é uma micronação, resort e instalação comercial de BDSM e femdom comandada pela rainha Patricia I e que foi fundada em 1996 usando os edifícios e terrenos de um castelo do século XVI localizado no município de Černá no distrito de Žďár nad Sázavou, República Tcheca. Embora não seja reconhecida por nenhum outro país, essa micronação manteve moeda própria, passaportes, força policial e tribunais até 2008, além de possuir sua própria bandeira nacional, brasão e hino nacional.

## História
A Other World Kingdom foi oficialmente fundada no dia 1 de junho de 1996 e, após um ano de construções e reformas que custaram cerca de 2 milhões de libras, foi aberto para que mulheres dominadoras e homens submissos pudessem morar no local. O castelo principal de OWK foi contruído em 1580.
Black City, capital e única cidade do reino, está localizada num terreno de 3 hectares e conta com um conjunto de imóveis equipados com estábulos, bibliotecas, piscina, academia esportiva, restaurantes, além de bares e boates sadomasoquistas, câmaras de tortura e uma extensa prisão subterrânea.
O local manteve um treinamento especializado de escravos sexuais de BDSM até 2005, publicou livros e revistas até 2007 e a OWK também realizou múltiplos eventos por ano dedicados à dominação feminina até o ano de 2009.
Devido à problemas financeiros a OWK deixou de existir fisicamente como nação em 2008 e manteve-se fechada completamente ao público entre os anos de 2010 e 2015. Desde 2016, as instalações da OWK tem sido reabertas para atividades restritas como filmagens, aprisionamento de submissos do sexo masculino, realização de eventos e visitação de dominadoras que possuem a cidadania do local.
No dia 24 de maio de 2016, a rainha Patricia I criou o Womania Empire e iniciou uma arrecadação de fundos para adquirir um terreno que sirva como sede para a organização. O objetivo do Womania Empire é criar uma nova sociedade matriarcal BDSM semelhante ao que foi a OWK.

## Política
A OWK autodemina-se uma monarquia absoluta matriarcal, onde as mulheres comandam os homens dentro de uma temática BDSM. Toda mulher de Other World Kingdom possuía pelo menos um escravo do sexo masculino enquanto morava no local.
A fundadora da OWK autoproclamou-se rainha Patricia I em maio de 1997 e elaborou um código penal principalmente focado em ditar vestuário e código de conduta para os homens. Ela também determinou o pagamento de impostos pelo uso das instalações da OWK e elaborou regulamentos relativos à cidadania. Além disso, ela nomeou uma Chefe de Justiça para realizar audiências judiciais e delegou uma Guarda da Rainha, composta por mulheres que administravam biblioteca, prisão e correspondências.
Dentro do território da OWK, todos os homens são considerados escravos e são tratados com status de inferioridade. Mas durante a época em que a OWK era aberta ao público, haviam diferentes níveis de status de servidão para habitantes do sexo masculino. Haviam os escravos que ajudavam a administrar as instalações, haviam os escravos das prisões que viviam sob condições piores que os demais e haviam os escravos que eram ligados à uma dominadora específica, seja ela visitante ou cidadã, e estes eram obrigados a aderir às regras e normas que a sua dominadora estabelecia.
Conflitos ideológicos chegaram a existir em Other World Kingdom. Algumas dominadoras que viviam no local chegaram a considerar o reinado da rainha Patricia I muito cruel para os padrões BDSM, discordando do nível de severidade das punições que eram aplicadas nos escravos.